# 安堡 (紐約州)
安堡（英語：Fort Ann）是一個位於美國紐約州華盛頓縣的鎮。

## 人口
根據2020年美國人口普查的數據，安堡的面積為287.13平方千米，當中陸地面積為282.50平方千米，而水域面積為4.63平方千米。當地共有人口5812人，而人口密度為每平方千米20人。